# República Srpska (1992-1995)
La República Srpska (RS; en serbio: Република Српска) fue un protoestado autoproclamado en el sudeste de Europa bajo el control del Ejército de la República Srpska durante la Guerra de Bosnia. Afirmó ser un Estado soberano, aunque este reclamo no fue reconocido por el gobierno bosnio (de cuyo territorio se reconoció que RS formaba parte nominalmente), las Naciones Unidas o cualquier otro estado reconocido. Durante los primeros meses de su existencia, fue conocida como la República Serbia de Bosnia y Herzegovina (en serbio: Српска Република Босна и Херцеговина, romanizado: Srpska Republika Bosna i Hercegovina).
Después de 1995, la RS fue reconocida como una de las dos entidades políticas que componen Bosnia y Herzegovina. Los límites de la RS posterior a 1995 se basan, con algunas modificaciones negociadas, en las líneas del frente y la situación sobre el terreno en el momento de los Acuerdos de Dayton. Como tal, la entidad es principalmente el resultado de la Guerra de Bosnia sin ningún precedente histórico directo. Su territorio abarca varias de las numerosas regiones geográficas históricas de Bosnia y Herzegovina, pero (debido a la naturaleza antes mencionada de la línea fronteriza entre entidades) contiene muy pocos de ellos en su totalidad. Del mismo modo, existieron varias unidades políticas dentro del territorio de la República Srpska en el pasado, pero muy pocas existieron completamente dentro de la región.

## Historia

### Creación
Los representantes de las principales organizaciones e instituciones políticas y nacionales del pueblo serbio de Bosnia y Herzegovina se reunieron el 13 de octubre de 1990 en Bania Luka y crearon el "Consejo Nacional Serbio de Bosnia y Herzegovina" como órgano político representativo y de coordinación. Durante la crisis política que siguió a la secesión de Eslovenia y Croacia de la antigua Yugoslavia el 25 de junio de 1991, el 24 de octubre de 1991 se fundó una asamblea independiente de los serbios de Bosnia, como órgano representativo de los serbios de Bosnia y Herzegovina. Los serbobosnios afirmaron que este era un paso necesario ya que la Constitución de Bosnia y Herzegovina, en ese momento, definía que no se otorgarían cambios importantes salvo un acuerdo unánime de las tres partes. Los bosnios y los croatas de Bosnia querían la independencia de Bosnia en contra de los deseos de los serbios de Bosnia.
Los días 9 y 10 de noviembre de 1991 se celebró un referéndum en el que se preguntaba a los ciudadanos si querían permanecer en Yugoslavia. El gobierno parlamentario de Bosnia y Herzegovina (con una clara mayoría bosnia y croata) afirmó que este plebiscito era ilegal, pero la asamblea serbobosnia reconoció sus resultados El 21 de noviembre de 1991, la Asamblea proclamó que todos aquellos municipios, comunidades locales y lugares poblados en los que hubiera votado más del 50% de las personas de nacionalidad serbia, así como aquellos lugares en los que ciudadanos de otras nacionalidades se hubieran manifestado a favor de permanecer en un Estado yugoslavo conjunto, sería territorio del estado federal yugoslavo.
El 9 de enero de 1992, la asamblea de los serbios de Bosnia adoptó una declaración sobre la proclamación de la República del pueblo serbio de Bosnia y Herzegovina (en serbio: Република српског народа Босне и Херцеговине, romanizado: Republika srpskog naroda Bosne i Hercegovine). El 28 de febrero de 1992, la constitución de la República Serbia de Bosnia y Herzegovina (en serbio: Српска Република Босна и Херцеговина, romanizado: Srpska Republika Bosna i Hercegovina) y declaró que el territorio del estado incluía regiones autónomas serbias, municipios y otras entidades étnicas serbias en Bosnia y Herzegovina (incluidas las regiones descritas como "lugares en los que el pueblo serbio permaneció en minoría debido al genocidio llevado a cabo contra ellos durante la Segunda Guerra Mundial"), y fue declarado parte del estado federal yugoslavo.
Del 29 de febrero al 2 de marzo de 1992, Bosnia y Herzegovina celebró un referéndum sobre la independencia. La mayoría de los serbobosnios boicotearon la votación alegando que era inconstitucional porque el referéndum eludió el poder de veto de los representantes del pueblo serbio en el parlamento bosnio. El 6 de abril de 1992, la Unión Europea reconoció formalmente la independencia de Bosnia y Herzegovina. La República Serbia de Bosnia y Herzegovina declaró su independencia el 7 de abril de 1992. El 12 de agosto de 1992, la referencia a Bosnia y Herzegovina se eliminó del nombre y se convirtió simplemente en República Srpska .
Durante la desintegración de Yugoslavia, el presidente de Srpska, Radovan Karadžić, declaró que no quería que Srpska estuviera en una federación junto con Serbia en Yugoslavia, pero que Srpska debería incorporarse directamente a Serbia.

### Guerra de Bosnia
El 12 de mayo de 1992, en una sesión de la asamblea de los serbios de Bosnia, Radovan Karadžić anunció los seis "objetivos estratégicos" del pueblo serbio en Bosnia y Herzegovina: 
1. Establecer fronteras estatales que separen al pueblo serbio de las otras dos comunidades étnicas.
2. Establecer un corredor entre Semberija y Krajina .
3. Establecer un corredor en el valle del río Drina , es decir, eliminar el Drina como frontera que separa los estados serbios.
4. Establecer una frontera en los ríos Una y Neretva .
5. Dividir la ciudad de Sarajevo en partes serbias y bosnias y establecer autoridades estatales eficaces en ambas partes.
6. Asegurar el acceso al mar para la República Srpska.

En la misma sesión, la asamblea de los serbios de Bosnia votó a favor de crear el Ejército de la República Srpska (VRS ; Vojska Republike Srpske) y nombró a Ratko Mladić , comandante del Segundo Distrito Militar del ejército federal yugoslavo, como comandante del VRS Main. Personal. A finales de mayo de 1992, tras la retirada de las fuerzas yugoslavas de Bosnia y Herzegovina, el Segundo Distrito Militar se transformó esencialmente en el Estado Mayor Principal del VRS. El nuevo ejército se dispuso inmediatamente a lograr por medios militares los seis "objetivos estratégicos" del pueblo serbio en Bosnia y Herzegovina (cuyos objetivos fueron reafirmados por una directiva operativa emitida por el General Mladić el 19 de noviembre de 1992).
El VRS expandió y defendió las fronteras[cita requerida] de la República Srpska durante la Guerra de Bosnia . En 1993, la República Srpska controlaba alrededor del 70% del territorio de Bosnia y Herzegovina con un acuerdo final (Acuerdo de Dayton) en 1995 que asignó a la República Srpska el control del 49% del territorio.
En 1993 y 1994, las autoridades de la República Srpska se aventuraron a crear la República Unida de Serbia.